# Bilitis (film)
Pour les articles homonymes, voir Bilitis (homonymie).
Pour plus de détails, voir Fiche technique et Distribution.
Bilitis est un film français, sorti en 1977, réalisé par le photographe britannique David Hamilton, inspiré par les poèmes de Pierre Louÿs et scénarisé par Catherine Breillat.

## Synopsis
Âgée de dix-sept ans, Bilitis est élève dans un internat. Peu avant les vacances d'été, qu'elle passe chez son amie Melissa, qui est mariée, elle est tombée amoureuse d'un photographe, mais n'ose pas cependant faire le premier pas. Elle est témoin de la violence avec laquelle Pierre, le mari de Melissa, la force à des rapports sexuels. Toutes deux se réfugient alors dans une brève aventure saphique, à laquelle Melissa met fin par la suite. Bilitis se rend bien compte que ce n'est pas elle mais son amie qui a besoin du photographe et elle retourne à son internat sans avoir trouvé son véritable amour.

## Fiche technique
- Titre : Bilitis
- Réalisation : David Hamilton, assisté de Alain Nahum
- Scénario : Catherine Breillat, Jacques Nahum, Robert Boussinot, d'après Les Chansons de Bilitis de Pierre Louÿs
- Durée : 95 minutes
- Musique : Francis Lai
- Date de sortie : France : 16 mars 1977
- Classification :
  - France : interdit aux moins de 13 ans[1]
  - Royaume-Uni : interdit aux moins de 18 ans[2]

## Distribution
- Patti D'Arbanville : Bilitis
- Mona Kristensen : Melissa
- Bernard Giraudeau : le photographe Lucas Mercier
- Gilles Kohler : Pierre
- Mathieu Carrière : Nikias
- Madeleine Damien : Nanny
- Catherine Leprince : Hélène

## Autour du film
Bilitis est le premier film du photographe David Hamilton, qui s'est fait connaître par ses photos érotiques de jeunes adolescentes ; il y fait jouer son épouse Mona Kristensen, dont la carrière cinématographique n'ira pas plus loin. Comme Hamilton lui-même, le héros masculin de l'histoire est photographe.
Contrairement à la plupart de ses films qui ont suivi, Bilitis est un film consacré à la puberté et au passage à l'âge adulte. On a loué[réf. nécessaire] l'actrice Patti D'Arbanville pour la sensibilité de son jeu.
Le film s'inspire lointainement des Chansons de Bilitis publiées en 1894 par Pierre Louÿs, qui avait présenté cette œuvre — écrite par lui-même — comme la traduction d'une poésie antique d'une seconde Sappho. Hormis l'hommage littéraire contenu dans le titre et le thème du lesbianisme, le récit du film, qui se déroule à l'époque moderne, n'a qu'un rapport ténu avec l’œuvre de Pierre Louÿs.
La musique de film de Francis Lai a connu un grand succès en Allemagne. Le label Play Time a sorti un coffret Francis Lai Anthology en avril 2016 contenant la musique originale et restaurée du film.
Le tournage a eu lieu dans le département du Var, en partie au château de Saint-Amé, à Ramatuelle et à Saint-Tropez et dans les Studios de la Victorine à Nice dans le département des Alpes-Maritimes.
Catherine Breillat, scénariste du film, a déclaré par la suite qu'elle l'avait trouvé « épouvantablement mauvais ». À ses yeux, en effet, David Hamilton « ne s'attachait qu'à la beauté de sa lumière, c'était un photographe, pas un réalisateur ».